# Рионеро Санитико
Рионѐро Санитѝко (на италиански: Rionero Sannitico, на местен диалект Runìr, Рунир) е село и община в Централна Италия, провинция Изерния, регион Молизе. Разположено е на 1051 m надморска височина. Населението на общината е 977 души (1 януари 2023).